# Stadion im. Alfreda Smoczyka w Lesznie
Stadion im. Alfreda Smoczyka – stadion piłkarsko-żużlowy w Lesznie, na którym spotkania rozgrywa klub Unia Leszno. Stadion nosi imię Alfreda Smoczyka – żużlowca Unii oraz CWKS Warszawa, indywidualnego Mistrza Polski na żużlu w 1949 roku, pierwszego polskiego zawodnika i zmarł tragicznie we wrześniu 1950 roku.

## Modernizacja
Stadion zbudowany został i oddany do użytku 11 września 1977 roku, specjalnie na organizację centralnych dożynek i wizytę w Lesznie Edwarda Gierka. Modernizacja reprezentacyjnego obiektu sportowego Leszna prowadzona była od 1999 roku. W tym czasie zamontowano monitoring, oświetlenie, zakupiono również dmuchaną bandę (2003 rok). Zmodernizowana została wieża sędziowska oraz ogrodzenie w sektorze dla gości. Zamontowany został telebim. W roku 2009 wymieniono ogrodzenie okalające tor. 
W 2012 roku zakończono montowanie plastikowych siedzisk na całym obiekcie. Całkowicie przebudowano również trybuny na pierwszym wirażu stadionu (2013). Obecnie znajduje się tam wielofunkcyjny budynek, który służyć ma zarówno żużlowcom, jak i piłkarzom posiadającym stadion zaraz za obiektem im. Alfreda Smoczyka.

## Wydarzenia
Na stadionie im. Alfreda Smoczyka odbyły się:
- Finały drużynowych mistrzostw świata na żużlu w 1984, 2007, 2009 i 2017;
- Grand Prix Europy na żużlu w 2008, 2009, 2010, 2011 oraz 2012;
- Mistrzostwa Świata Par żużlowych w 1989

Co roku na tym stadionie odbywa się Memoriał Alfreda Smoczyka.